# 나바라 왕국
나바라 왕국(스페인어: Reino de Navarra), 나파로아 왕국(바스크어: Nafarroako Erresuma),  또는 나바르 왕국(프랑스어: Royaume de Navarre)은 중세 유럽의 한 나라이다. 대서양 연안의 피레네산맥 지역을 차지하고 있었으며, 현재의 바스크 대부분을 영유하고 있었다. 나바라 왕국이 건국되기 이전에 이 지역은 프랑크족이 다스리던 바스코니아 공국이 있었으나, 824년 팜플로나와 남부 나바라를 중심으로 바스크인들의 반란을 통해 팜플로나 왕국이 건국되었고, 이 왕국이 영역을 확장하면서 나바라 왕국으로 발전했다.
왕국은 산초 3세(Antso III.a Garzeitz Nagusia) 시기인 11세기에 가장 강성했으며, 산초 3세는 카스티야 백작과 아라곤 백작의 지위를 모두 계승하여 일시적으로 스페인의 황제로 칭하기도 했다. 그러나 산초 3세가 죽고 나서 동군연합은 해체되었으며, 나바라 왕국은 이후 프랑스 왕에 의해 왕위가 계승되면서 스페인과 프랑스 사이에서 반 속국 상태에 놓이게 된다.
이후 나바라 지방은 둘로 나뉘어, 남부 지방인 상 나바라는 1474년 아라곤 왕국의 추안 2세가 점령하여, 호아네스 2세로서 나바라의 왕위에 올랐다. 이후 아라곤 왕국이 혼인을 통해 카스티야 왕국과 합쳐져 스페인 왕국이 되면서 상 나바라의 왕위는 카스티야의 왕위 계승자가 동시에 계승하는 칭호가 되었다. 아직 남아 있던 북부 지방은 1572년 이후 프랑스 왕국과 동군연합 상태에 있다가, 1620년 프랑스에 합병되면서 멸망했으며, 1790년 프랑스의 피레네 아틀란티크(Pyrénées-Atlantiques)지방의 일부가 되었다.
나바라 왕국에서 사용되었던 언어는 북부에서는 바스크어, 가스코뉴어 그리고 남부에서는 스페인어가 사용되었다.

## 같이 보기
- 나바라의 군주
- 나바라 지방

## 참고 문헌
- Trask, Robert L. (1997). 《The History of Basque》. New York: Routledge. ISBN 0-415-13116-2. OL 978463M.